# Liste des parcs éoliens en Suisse
En octobre 2016, la Suisse compte sept parcs éoliens en service.
| Parc éolien                             | Nombre de turbines | Municipalité         | Canton  | Puissance nominale |
| --------------------------------------- | ------------------ | -------------------- | ------- | ------------------ |
| Windpark Feldmoos/Rengg (de)            | 2                  | Entlebuch            | Lucerne | 1,85 MW            |
| Windpark Gries (de)                     | 4                  | Obergoms             | Valais  | 9,3 MW             |
| Windpark Gütsch (de)                    | 4                  | Andermatt            | Uri     | 3,3 MW             |
| Windkraftwerk Juvent (Mont Crosin) (de) | 16                 | Villeret et Cormoret | Berne   | 37,2 MW            |
| Parc éolien du Peuchapatte (de)         | 3                  | Muriaux              | Jura    | 6,9 MW             |
| Parc éolien de Saint-Brais (de)         | 2                  | Saint-Brais          | Jura    | 4 MW               |
| Windpark Winterthur Taggenberg (de)     | 2                  | Winterthour          | Zurich  | 13 kW              |